# François Picard
François Picard (n. 26 aprilie 1921, Villefranche-sur-Saône, Rhône-Alpes, Franța – d. 29 aprilie 1996, Nisa, Franța) a fost un pilot de Formula 1. De-a lungul carierei a luat startul în o singură cursă, dar nu din pole-position. Nu a câștigat nicio cursă și nu a terminat niciodată pe podium, neacumulând niciun punct în întreaga activitate ca pilot de Formula 1.